# Cadmi natiu
El cadmi natiu és un mineral de la classe dels elements natius.

## Característiques
El cadmi natiu és l'ocurrència natural del cadmi, amb fórmula química Cd. Va ser aprovat com a mineral per l'IMA l'any 1979. Cristal·litza en el sistema hexagonal en forma de grans aplanats llisos, de fins a 0,2 mil·límetres. La seva duresa a l'escala de Mohs es troba entre 1 i 2.
Segons la classificació de Nickel-Strunz, el cadmi pertany a «01.AB - Metalls i aliatges de metalls, família zinc-coure» juntament amb els següents minerals: reni, zinc, titani, danbaïta, zhanghengita, α-llautó, tongxinita i zinccopperita, així com de tres espècies més encara sense nom definitiu.

## Formació i jaciments
Es troba en forma de grans microscòpics en un concentrat de minerals pesants del riu Khann'ya, a la conca del Vilyui (Rússia), presumiblement erosionada de les roques ígnies intrusiva d'Ust-Khannin. També se n'ha trobat a Goldstrike (Nevada, Estats Units) i a Laverton (Austràlia Occidental, Austràlia).